# Sellano
Sellano är en ort och kommun i provinsen Perugia i regionen Umbrien i Italien. Kommunen hade 1 027 invånare (2018).